# Veronika Heine
Veronika Heine (* 8. September 1986 in Wien) ist eine österreichische Tischtennis-Nationalspielerin. Sie nahm von 2003 bis 2008 an drei Europa- und drei Weltmeisterschaften sowie an den Olympischen Spielen 2008 teil.

## Werdegang
Veronika Heine ist die Tochter des österreichischen Nationalspielers Günter Heine. Sie begann ihre Karriere beim Verein 
ASKÖ Erdgas Linz-Froschberg (später ASKÖ Linz-Froschberg und Linz AG Froschberg), mit dem sie von 2001 bis 2008 in der europäischen Superliga antrat. 2009 wechselte sie zum SVS Niederösterreich.
Veronika Heine vertrat Österreich bei den Europameisterschaften 2003, 2005 und 2007 sowie bei den Weltmeisterschaften 2004,  2007 und  2008, kam dabei aber nur bei der EM 2007 (3:4-Niederlage im Doppel im Viertelfinale) in die Nähe von Medaillenrängen. Zudem nahm sie am Mannschaftswettbewerb der Olympischen Spiele 2008 in Peking teil.
Von Juli 2005 bis November 2008 war sie als Heeressportlerin im Heeressportzentrum des Österreichischen Bundesheers beschäftigt.
Heine beendete früh ihre Karriere. 